# Новий Подлецьк
Новий Подлецьк (пол. Nowy Podleck) — село в Польщі, у гміні Бульково Плоцького повіту Мазовецького воєводства.
Населення — 241 особа (2011).
У 1975-1998 роках село належало до Плоцького воєводства.

## Демографія
Демографічна структура станом на 31 березня 2011 року:
|          | Загалом | Допрацездатний вік | Працездатний вік | Постпрацездатний вік |
| -------- | ------- | ------------------ | ---------------- | -------------------- |
| Чоловіки | 119     | 24                 | 80               | 15                   |
| Жінки    | 122     | 22                 | 73               | 27                   |
| Разом    | 241     | 46                 | 153              | 42                   |